# Навигация
Навигация е науката и техниката, позволяваща де се установи положението на движещ се обект спрямо дадена координатна система.
Тя може да се използва и за изчисляване на пътя, който трябва да се измине, за да се достигне друга точка с известни координати. В миналото навигацията се е извършвала основно с компас, уреди за измерване на ъгъла спрямо някоя определна звезда, морски или сухоземни карти. Днес за целта се използват геостационарни спътници.
Навигацията (от лат. navigato) е наука и практическа дейност за управление на подвижни обекти, която решава следните задачи:
	- определяне на мястото на обекта относно околната обстановка
	- избор на движението (посоката, скоростта, маршрута) към желано крайно място.
Навигационната дейност трябва да осигури безопасен маршрут, достатъчна бързина на пътуването, а понякога и други предпочитани показатели.
Лицето, което я осъществява, се нарича навигатор или щурман.
Видове навигация:
Според обслужвания обект – морска, авиационна, космическа, автомобилна.
Според метода на работа – лоцманска и щурманска.
Според използваните средства – визуална, радионавигация, радарна, инерциална, спътникова и астронавигация.
Други значения на навигация:
в корабоплаването – фактическо или разрешено корабоплаване, напр. като сезонна дейност
в компютърните устройства – целенасочено преминаване от един файл (страница) към друг

## Лоцманска навигация
Лоцманската навигация се осъществява на базата на опита и интуицията на водача. Тя е най-добре използвана и анализирана в корабоплаването, като в продължение на хилядолетия е била единственият метод за управление на плавателните средства. Паралелно с това тя е свързана с набирането и съхраняването на необходимата информация, наречена по-късно навигационна информация (сведения за дълбочините, теченията, характера на дъното, отличителните ориентири и т.н.)
През средновековието опитният моряк, който отлично познава даден район от морето и може да управлява кораб в този район, получава названието лоцман, което става и длъжност в корабния екипаж или в пристанищната служба.
В чист вид лоцманската навигация се осъществява само на базата на натрупаните познания и окомерната преценка на водача, без използване на технически средства, карти или други пособия. По този начин и днес се управляват множество малки лодки и салове (дори и моряците им да не знаят термина лоцманска навигация). На големите съвременни кораби лоцманските действия се прилагат в случаите, когато използването на карти и технически средства би отнело недопустимо дълго време за решаване на навигационната задача. Такава е ситуацията при влизане или напускане на пристанището, преминаване през тесни канали и др. Съвременните лоцмани, естествено, използват и научната навигация и комбинират двата метода.

## Щурманска навигация
Тя може да бъде определена също като инструментална и научна. В нея мястото на подвижния обект и местата на ориентирите по пътя се изразяват в координати от избрана координатна система. В най-простия вариант тези места се представят като точки върху карта. Определянето на координатите на подвижния обект, наблюдението на околната обстановка и изборът на движението се осъществяват с помощта на технически средства, наречени навигационни средства (напр. компас, радар и т.н.). Навигационната информация съдържа и постоянни данни, които се събират от специализирани институции и се представят в навигационни карти, таблици и други пособия. Навигационните пособия обикновено са общодостъпни и се публикуват в печатни издания и интернет. Обработката на информацията в научната навигация се изразява в графични построения или изчисления, тя може да бъде автоматизирана, а резултатите могат да бъдат предавани и съхранявани. (В съвременния професионален език научната навигация се назовава само „навигация“).
Основната координатна система е географската, която определя всяка точка от земната повърхност с три координати – ширина φ, дължина λ и височина H.
Определянето на координатите, т.е. на мястото на подвижния обект в конкретен момент става по един от методите изчисление и обсервация.
Изчислението (англ. dead-reckoning, рус. счисление) изисква да се знаят началното място, посоката на движението, скоростта V и изтеклото време t. Ако елементите на движението (посока и скорост) са били постоянни за това време, изминатото разстояние S се изчислява по формулата
				S = V . t
В най-простия случай методът се прилага за движение по равнина (което е приемливо при изминаване на малки разстояния). Посоката на движение се нарича курс и се отчита като ъгъл K от посоката север до диаметралната равнина (надлъжната ос) на обекта по часовниковата стрелка. На фиг.1 е показан курс К = 55°, Измерването на курса става с компас. На картата курсът се начертава като права линия, започваща от началното място. Изминатото разстояние се нанася по линията на курса и получената точка е мястото на подвижния обект във втория момент. 
Методът на изчислението може да се реализира и с изчислителни средства. Те пресмятат координатите φ2,λ2 за втория момент, като се знаят началните координати φ1, λ1, курса K, скоростта V и изминалото време t, по формулите:
```
     φ2= φ1 + V t cos K λ2 = λ1+ V t sinK / cos φ
```

Методът на изчислението е прост и бърз, но недостатъчно точен. Причините за неточностите са грешките на измерващия уред (напр. компаса) и влиянието на външни сили (напр. вятъра), които отклоняват обекта от курса или променят скоростта му.

Обсервацията (англ. observation, рус. определение места) е специално наблюдение, при което се измерват навигационни параметри относно опорни точки (ориентири, станции). Напр., измереният параметър може да бъде разстояние до ориентира, тогава се приема, че подвижният обект се намира на окръжността, описана с радиус измереното разстояние (фиг.2). Ако ориентирите са носовете А и В и от подвижния обект до тях едновременно са измерени разстоянията DА и Dв, получават се две окръжности. Обектът се намира и на двете окръжности в момента на измерването, а това е възможно само ако той е в пресечната им точка. Тази точка Мо се нарича обсервовано или определено място. Описаните построения се правят върху навигационна карта, на която ориентирите са нанесени прецизно. От обсервованото място навигаторът може да прецени положението на кораба спрямо някаква опасност (която също е нанесена на картата), или да измери каква посока води към желана точка, и т.н.
Методът на обсервацията е точен, но скъп, а в някои случаи и бавен. В практиката двата метода изчисление и обсервация се комбинират.